# Ordine del corniolo
L'Ordine del corniolo è stata un'onorificenza della provincia della Columbia Britannica, in Canada.

## Storia
Il predecessore dell'Ordine del corniolo, la medaglia del corniolo, era stata creata dal governo provinciale nel 1958 per celebrare il centenario dell'istituzione della colonia della Columbia Britannica. L'Ordine venne creato durante un incontro del Consiglio dei ministri provinciale tenutosi a Fort Langley il 19 novembre 1966, in occasione del centenario dell'unione della colonia della Columbia Britannica con la colonia dell'isola di Vancouver. Immediatamente dopo la riunione, il luogotenente governatore George Pearkes (un futuro destinatario dell'onorificenza) diede il consenso alla creazione dell'onorificenza, che venne poi assegnata ai primi destinatari alla cena "Douglas Day" che seguì. I primi cinque destinatari furono la regina madre Elizabeth Bowes-Lyon; Derick Heathcoat-Amory, I visconte Amory, allora governatore della Compagnia della Baia di Hudson; sir Robert Bellinger, allora lord sindaco di Londra; Clarence Wallace e Frank Mackenzie Ross. Bellinger e Ross erano presenti alla cerimonia.
L'Ordine del corniolo fu la più alta onorificenza provinciale fino al 1989, quando venne sostituito con l'Ordine della Columbia Britannica. L'ultima persona a cui era stato assegnato era Terry Fox, che lo ricevette nel 1980.

## Classi
L'Ordine disponeva dell'unica classe di membro.

## Struttura e assegnazione
La concessione del premio non era limitata ai residenti della Columbia Britannica. L'onorificenza non poteva essere concessa a una persona che ricopriva cariche pubbliche sotto l'autorità della provincia.

## Insegne
I destinatari ricevevano una medaglia d'oro, con l'immagine del fiore di corniolo su un lato e lo stemma provinciale sull'altro. I destinatari ricevevano anche un certificato con il gran sigillo della provincia.

## Insigniti
- Elizabeth Bowes-Lyon (1966)[2][4]
- Derick Heathcoat-Amory, I visconte Amory (1966)[2]
- Robert Bellinger (1966)[2]
- Clarence Wallace (1966)[2][4]
- Frank Mackenzie Ross (1966)[2][4]
- Principessa Alexandra, onorevole signora Angus Ogilvy (1967)[2][4]
- Nancy Greene (1968) [2][4][5]
- George Pearkes (1968) [2][4]
- Elisabetta II del Regno Unito (1971)[6]
- Filippo, duca di Edimburgo (1971)[6]
- Anna, principessa reale (1971)[6]
- Terry Fox (1980)[7]